# 选择性有效反欺骗模块
选择性有效反欺骗模块（Selective Availability Anti-spoofing Module，SAASM），或称选择可用性反欺骗模块，是美国军用GPS接收机解码精密GPS观测（P码）所须的模块，而民用GPS接收机的精度可能被美国军方通过选择性有效（SA）和反欺骗（AS）降低。不过，SA政策已在2000年5月1日被宣布停止，并且美国总统指示未来的GPS计划不包括它。在L2C出现之前，AS旨在防止民用用户使用双频观测。
SAASM允许卫星认证、空中密钥更新和应急恢复。这些功能在类似但更早的PPS-SM系统中不可用。PPS-SM系统需要使用“红色密钥”来定期更新，该密钥仅能通过安全方式传输（例如将接收机物理性的带到一个安全设施，或者使用受信任的快递将含有新密钥的纸带递送给接收器，然后安全地销毁纸带。）SAASM系统可以使用一个加密的“黑色密钥”更新，它可以通过普通的信道传输。2006年9月底之后新部署的所有军用接收机必须使用SAASM。
SAASM不提供任何额外的抗干扰能力，但其较高的P（Y）码数据碎片率可以提供更高的处理增益，使其在干扰环境中提供更好的跟踪性能。在未来的GPS更新中，诸如M码将提供更强的抗干扰能力。
SAASM硬件覆盖有防篡改涂层，以阻止对其内部操作的分析。
GPS下一代军用信号的部署被称为M码，已随IIR-M和IIF卫星的发射于2005年开始。计划在2016年完成18颗具有M码能力的卫星星座。